# Да откриеш Форестър
„Да откриеш Форестър“ (на английски: Finding Forrester) е американски драматичен филм от 2000 година на режисьора на Гас Ван Сант, по сценарий на Майк Рич. Във филма, един афроамерикански тийнейджър Джамал Уолъс (Роб Браун) е поканен да присъства на престижна частна гимназия. По случайност, Джамал се сприятелява с един изключителен писател Уилям Форестър (Шон Конъри), чрез който усъвършенства таланта си за писане и се справя с неговата идентичност.
Въпреки че филмът не се основава на истинска история, филмовите критици са сравнявали героя, изобразен от Конъри с писателя от реалния живот Джеръм Дейвид Селинджър. Конъри по-късно признава, че вдъхновението за ролята му всъщност е Селинджър.

## Дублажи

### Арс Диджитал Студио(2009)
Първи дублаж:
| Преводач            | Николай Борисов                                                        |
| Тонрежисьор         | Борис Драганов                                                         |
| Режисьор на дублажа | Яна Янева                                                              |
| Озвучаващи артисти  | Татяна Захова Васил Бинев Пламен Манасиев Калин Сърменов Симеон Владов |

Втори дублаж:
| Преводач            | Николай Борисов                                                                           |
| Тонрежисьор         | Михаил Михайлов                                                                           |
| Режисьор на дублажа | Екатерина Късметлийска                                                                    |
| Озвучаващи артисти  | Ася Братанова Елена Русалиева Камен Асенов Здравко Методиев Симеон Владов Николай Николов |

### bTV(2011)
| Преводач            | Радостина Стойчева                                                                      |
| Тонрежисьор         | Стефан Македонски                                                                       |
| Режисьор на дублажа | Албена Павлова                                                                          |
| Озвучаващи артисти  | Ася Братанова Любомир Младенов Ивайло Велчев Николай Николов Радослав Рачев Васил Бинев |